# Конарыгин, Василий Семёнович
Василий Семёнович Конарыгин - советский хозяйственный, государственный и политический деятель.

## Биография
Родился в 1929 году в селе Кирилловка. Член ВКП(б).
С 1953 года — на хозяйственной, общественной и политической работе. В 1953—2000 гг. — директор Калачинского и Омского молочных заводов, начальник Омского областного управления пищевой и молочной промышленности, начальник управления молочной промышленности Западно-Сибирского совнархоза, директор института «ГИПРОМОЛПРОМ», министр мясной и молочной промышленности РСФСР, заместитель председателя Госагропрома РСФСР, министр РСФСР.
Избирался депутатом Верховного Совета РСФСР 8-го, 9-го, 10-го, 11-го созывов.

## Признание вклада в промышленность
В 2012 году Конарыгин стал лауреатом премии имени А. Н. Косыгина, вручаемой Российским союзом товаропроизводителей. Обоснованием для этого стал

существенный вклад в развитие агропромышленного комплекса России, разработку и внедрение государственных программ развития животноводства и выращиванию сельскохозяйственной продукции, а также активное участие в организации и внедрении передовых технологий по переработке сельскохозяйственной и мясо-молочной продукции на предприятиях по переработке сырья (заводы для выработки продуктов детского питания, молочно-консервные комбинаты, разработка типовых проектов гормолзаводов, сыродельных заводов, спец-цехов и предприятий по выработке заменителей цельного молока и др.).